# Condado de Corson
El condado de Corson (en inglés: Corson County, South Dakota), fundado en 1889,  es uno de los 66 condados  en el estado estadounidense de Dakota del Sur. En el 2000 el condado tenía una población de 4181 habitantes en una densidad poblacional de 0.7 personas por km². La sede del condado es McIntosh. Fue nombrado por Dighton Corson, oriundo de Maine, quien llegó a la Negro Hills en 1876, y en 1877 comenzó a ejercer la abogacía en  Deadwood. Fue uno de los abogados para la primera mina Homestake, y fue elegido miembro de la Corte Suprema de Dakota del Sur en 1889 y trabajó allí hasta su jubilación en 1913.

## Geografía
Según la Oficina del Censo, el condado tiene un área total de 6551 km² (2529,3 mi²), de la cual 6405 km² (2473,0 mi²) es tierra y 146 km² (56,4 mi²) es agua.

### Condados adyacentes
- Condado de Sioux - norte
- Condado de Campbell - este
- Condado de Walworth - sureste
- Condado de Dewey - sur
- Condado de Ziebach - suroeste
- Condado de Perkins - oeste

## Demografía
En el 2000 la renta per cápita promedia del condado era de $20 654, y el ingreso promedio para una familia era de $23 889. El ingreso per cápita para el condado era de $8615. En 2000 los hombres tenían un ingreso per cápita de $22 717  versus $19 609 para las mujeres. Alrededor del 41.00% de la población estaba bajo el umbral de pobreza nacional.
| 1910 | 1920 | 1930 | 1940 | 1950 | 1960 | 1970 | 1980 | 1990 | 2000 | Est. 2008 |
| ---- | ---- | ---- | ---- | ---- | ---- | ---- | ---- | ---- | ---- | --------- |
| 2929 | 7249 | 9535 | 6755 | 6168 | 5798 | 4994 | 5196 | 4195 | 4181 | 4136      |

## Localidades

### Ciudades y pueblos
- Bullhead
- Little Eagle
- McIntosh
- McLaughlin
- Morristown
- Walker

### Municipios
- Municipio de Custer
- Municipio de Pleasant Ridge
- Municipio de Prairie View
- Municipio de Ridgeland
- Municipio de Rolling Green
- Municipio de Sherman
- Municipio de Wakpala
- Municipio de Watauga

### Territorios No Organizados
- Bullhead
- East Corson
- West Corson
- Lemmon

## Mayores autopistas
| - Carretera de U.S. 12 - Carretera de Dakota del Sur 20 - Carretera de Dakota del Sur 63 - Carretera de Dakota del Sur 65 | - Carretera de Dakota del Sur 1806 |

## Residentes notables
- Ted Klaudt